# 5932 Прутков
5932 Прутков (5932 Prutkov) — астероїд головного поясу, відкритий 1 квітня 1976 року.
Тіссеранів параметр щодо Юпітера — 3,391.